# Ron Atkinson
Ronald Frederick Atkinson (ur. 18 marca 1939 w Liverpoolu) – angielski piłkarz i trener piłkarski.
Jako chłopiec grał w drużynie swojej szkoły Lee Village. Później zdecydował się przyjąć ofertę Wolverhampton Wanderers i dołączył jako członek ich sztabu trenerskiego, jednocześnie trenując. Ze względu na tak wielkie talenty w zespole zakończył treningi i zadowolił się praktyką techniczną. Była to jednak zbyt pochopna decyzja i w 1956 roku przeniósł się do Aston Villa i został półetatowym, piłkarzem oraz technikiem wyszkolenia. Następnie grał jeszcze w Oxford United.